# 阿尔德亚伦瓜
阿尔德亚伦瓜，是西班牙卡斯蒂利亚-莱昂萨拉曼卡省的一个市镇。 总面积6平方公里，总人口555人（2001年），人口密度93人/平方公里。